# Minabea phalloides
Minabea phalloides is een zachte koraalsoort uit de familie Alcyoniidae. De koraalsoort komt uit het geslacht Minabea. Minabea phalloides werd in 1928 voor het eerst wetenschappelijk beschreven door Benham. 